# Eolsko otočje

Eòlsko otočje /Eolski otoki ali Otočje Lìpari (v italijanskem izvirniku Isole Eolie [ìzole eòlie] ali Isole Lipari [ìzole lìpari]) po največjem otoku (sicilsko Ìsuli Eoli; grško Αιολίδες Νήσοι, romanizirani Aiolídes Nísoi), je skupina sedmih otokov in nekaj manjših čeri v Tirenskem morju, severno od mesta Messina. Upravno spada pod italijansko deželo Sicilija (pokrajina Messina). Otoke so kolonizirali Grki okoli leta 580 pr. n. št. in jih poimenovali po Eolu, bogu vetra.
Prebivalci otokov so znani kot Eolijci (italijansko Eoliani). Na popisu prebivalstva leta 2011 je bilo na otokih 14.224 prebivalcev; najnovejša uradna ocena je od 1. januarja 2019 15.419. Eolski otoki so poleti priljubljena turistična destinacija in letno privabijo do 600.000 obiskovalcev.
Uvrščeni so na seznam svetovne dediščine pri organizaciji UNESCO.

## Geografija
Otočje sestoji iz sledečih otokov:
| otok      | površina [km²] |
| --------- | -------------- |
| Lipari    | 37,6           |
| Salina    | 27             |
| Vulcano   | 21             |
| Stromboli | 12,6           |
| Filicudi  | 9,5            |
| Alicudi   | 5,2            |
| Panarea   | 3,3            |

Današnja oblika Eolskih otokov je posledica vulkanske dejavnosti v obdobju 260.000 let pred sedanjostjo. Obstajata dva aktivna vulkana – Stromboli in Vulcano.  Vulkanska aktivnost parnih fumarol in termalnih voda je na večini otokov. Vulkanska dejavnost je otokom pustila tudi zelo rodovitno zemljo, ki je ugodna za rast naravne flore.
Geološko je arhipelag opredeljen kot vulkanski lok (veriga vulkanov, oblikovana nad subdukcijsko ploščo). Izvor Eolskih otokov je posledica gibanja zemeljske skorje, ki je posledica tektonike plošč. Afriška plošča se neprestano giblje proti Evropi. Njena subdukcija (podrivanje) pod Evrazijsko ploščo ustvarja magmo, ki se dvigne na površje in tvori vulkane. Eolski lok se razteza na več kot 140 km, vendar je območje geološke nestabilnosti zaradi trka Afrike in Evrope veliko večje. Vključuje Sicilijo, Kalabrijo in Kampanijo ter Grčijo in Egejske otoke.
Kompleks sedmih eolskih otokov s površino 1600 km² izvira iz Tirenske kotline, velike ravnice na dnu Tirenskega morja. Zaradi emisij lave iz globin do 3600 m so nastali Eolski otoki, skupaj z Ustiko in vrsto podmorskih vulkanov z imenom Magnani, Vavilov, Marsili in Palinuro, pa tudi dva neimenovana.
- Lipari.
- Panarea.
- Filicudi.
- Alicudi.
- Salina.
- Vulcano.
- Stromboli.

## Uprava
Otoki so del sicilske pokrajine Messina. Vsi otoki razen Saline obsegajo občino Lipari znotraj te pokrajine; Salina tvori tri ločene skupnosti - Malfa, Leni in Santa Marina Salina.

## Arhitekturni nadzor
Omejevanje urbanega razvoja je bilo ključno za ohranitev Eolskih otokov v naravnem stanju. Nove stavbe so strogo omejene. Obstoječe rezidence je mogoče kupiti in obnoviti, vendar jih je treba zgraditi tako, da spominjajo na njihove pobeljene hiše. Tradicionalne hiše so sestavljene iz modularnih kock, zgrajenih iz avtohtonih gradbenih materialov - kamna, lave, plovca in tufa. Skoraj vse hiše imajo veliko zunanjo teraso, po navadi v senci vinske trte in cvetočih rastlin. Hiše, balkoni in terase so večinoma okrašeni s ploščicami iz terakote s svetlimi vzorci, ki so posledica davnih španskih osvajalcev.

## Zgodovina
Prvi dokazi o sicilski migraciji so bili v mestu Lipari (Castellaro Vecchio). Proizvodnja in trgovina s predmeti iz obsidijana je bila do uvedbe kovin zelo razvita.
V bronasti dobi so Eolijci s pomorskim prometom uspevali na območju, ki se je raztezalo od Miken do Britanskega otočja, od koder se je uvažal kositer. Vasi na Eolskih otokih so cvetele na Capo Graziano (sodobni Filicudi), Castello (sodobni Lipari), Serro dei Cianfi (sodobni Salina), Capo Milazzese (sodobni Panarea) in Portella (sodobni Salina). Vsa ta naselja so bila uničena z novimi invazijami italskih ljudstev leta 1250 pr. n. št.
Eolske otoke so zasedli Auzoni pod vodstvom Lipara. Lipara je nasledil Eol, katerega hiša je po Homerjevi Odiseji gostila Odiseja.
Leta 580 pred našim štetjem so Grki, izgnani z Rodosa in Knidosa, pristali v otoku Lipari in začeli obdobje grške prevlade, ki je bilo znano po piratstvu proti etruščanskemu in feničanskemu ladijskem prometu. Izdelovali so posode in drugo keramiko.

### 300 pr. n. št. – 250 n. št.
Otočani so bili zavezniki Kartažanov proti Rimu med punskimi vojnami. Čeprav je bitka za otok Lipari leta 260 pr. n. št. privedla do kartažanske zmage, so Rimljani Lipari kasneje opustošili in njihova dominacija je privedla do obdobja revščine.

### Leto 250. – 1000
Ob padcu Rimskega cesarstva so Eolski otoki pod vplivom Vizigotov, Vandalov in Ostrogotov, katerim je sledila prevlada Bizantinskega cesarstva. Leta 264 je bila krsta, v kateri je bilo telo sv. Jerneja, odplaknjena na plaži v Lipariju, zaradi česar je bil sv. Jernej takoj izbran za zavetnika Eolskih otokov. Puščavnik Calogeras je bil v prvi polovici 4. stoletja aktiven na Lipariju in je svoje ime dal termalnim vrelcem. Leta 836 so Arabci opustošili Lipari, pobili večino prebivalstva in zasužnjili preživele.

### 1000–1500
Normani so Sicilijo od Arabcev prevzeli leta 1061. Rogerij II. Sicilski je v Lipari poslal benediktinske menihe, kar je povzročilo precejšen razvoj na otokih. Zgrajena je bila stolnica, posvečena svetemu Jerneju in benediktinski samostan v gradu. Lipari so postali rimskokatoliška škofija Lipari. Kmetijstvo je napredovalo v Salini, pa tudi na manjših otokih. Leta 1208 je Friderik II. Švabski stopil na prestol Sicilije. Obdobje blaginje, ki je sledilo in se je utrdilo v času njegove vladavine, se je končalo s prevlado Anžujcev in uporom Sicilcev, ki je dosegel vrhunec v uporu znanem kot sicilske večernice. Eolci pa so ostali zvesti Karlu Anžujskemu in vzpostavili trgovske povezave z Neapljem, glavnim mestom anžujskega kraljestva. Leta 1337 so Lipari odprl vrata francoski floti brez upora in v zameno dobili različne trgovske in davčne ugodnosti. Sredi 15. stoletja sta se Neapelj in Palermo pod krono Alfonsa V. Aragonskega združila v Kraljevino dveh Sicilij. Eolski privilegiji so bili priznani. Eolski zasebniki so se skupaj s Španci borili proti Francozom.

### 1500–danes
30. junija 1544 je flota 180 osmanskih ladij pod poveljstvom korzara (muslimanski pirat) Hajredina Barbarose zasedla Lipari in oblegala grad. Branilci so se predali. Zgodovinsko naj bi bilo približno 9000 od 10.000 državljanov Liparija ujetih in zasužnjenih, čeprav je nekaj novejših znanstvenikov dvomilo v to število in zagovarjalo nižjo populacijo v času Barbarose. Številni državljani so bili v Messini odkupljeni in vrnjeni na otoke, vendar se večina ujetih ni vrnila. Šele po tragediji so španske oblasti pozornost namenile Lipariju in mesto naselile s sicilskimi, kalabrijskimi in španskimi družinami. Obnovljeno je bilo obzidje in hiše, zgrajena je bila eolska flota, ki je Tirensko morje uspešno branila pred Osmani.
Potres leta 1693 je uničil vsa mesta na vzhodni Siciliji in povzročil približno 60.000 smrtnih žrtev. Potem ko je prebivalstvo med molitvami v stolnici prosilo na zaščito svetega Jerneja, na Eolskih otokih ni bilo niti ene žrtve. Gospodarske razmere na otokih so se v 17. stoletju s kmetijskim napredkom močno izboljšale (grozdje malvazija, kapre in različno sadje, zelenjava in ribolov). Z Bourboni so na otoke pripeljali kriminalce in politične zapornike. Leta 1916 je bila kazenska kolonija zaprta, a jo je fašistični režim neuspešno poskušal ponovno odpreti leta 1926. Otoško prebivalstvo je reagiralo tako, da je podrlo ostanke nekdanje kaznilnice v gradu. Toda kmalu zatem je bil grad preurejen za namestitev antifašističnih političnih zapornikov v prisilni emigraciji. Liparci so se bratili s temi izgnanci do osvoboditve zaveznikov. Po vojni je ista soba, v kateri so bili nastanjeni nasprotniki fašizma, postala Eolski arheološki muzej.
Proti koncu 19. stoletja je Eolske otoke obiskal avstrijski nadvojvoda Ludwig Salvator - prijatelj otokov in tudi človek z globokim znanjem o otočju. Med leti 1893–96 je o Eolskih otokih objavil osem zvezkov.
Avgusta 1888 je krater z imenom Fossa na Vulcanu izbruhnil in povzročil veliko smrtnih žrtev v rudnikih žvepla. Izbruhi so se nadaljevali 19 mesecev.
Na novoletni dan leta 1909 se je v mednarodnih časopisih pojavila govorica, da je Eolske otoke v času vulkanskih dejavnosti 'požrlo morje'. Medtem ko je bila komunikacija z otoki za nekaj časa prekinjena, se sicer niso izgubili.
Med drugo svetovno vojno so zavezniki avgusta leta 1943 med invazijo na Sicilijo zajeli vse Eolske otoke.

## Unescova svetovna dediščina
UNESCO je Eolsko otočje leta 2000 uvrstil na seznam svetovne dediščine zaradi »izjemnih zapisov o gradnji in uničenju vulkanskih otokov ter stalnih vulkanskih pojavih«. Status svetovne dediščine je ogrožala Italija, ker ni zaprla kamnoloma plovca in ni preprečila gradnje štirih novih pristanišč. Od leta 2020 pa ga UNESCO še vedno uvršča na seznam svetovne dediščine.